# 엔소 페레스
엔소 니콜라스 페레스(Enzo Nicolás Pérez, 1986년 2월 22일~)는 아르헨티나의 축구 선수로, 현재 에스투디안테스에서 미드필더로 활약하고 있다.

## 클럽 경력
페레스는 CD 고도이크루스에서 축구를 시작하였고, 그는 2006년 9월 9일, CA 벨그라노 전에서 5분만에 프로 계약 후 첫골을 기록하였고, 팀은 1-1로 비겼다. 이 골은 CD 고도이크루스의 1부리그 승격 후 첫 골이기도 하였다. 그는 고도이크루스 소속으로 9골을 넣었는데, 골은 대부분 페널티킥으로 득점하였다. 2007년, 페레스는 에스투디안테스 라 플라타로 이적하였고, 2008년 코파 수다메리카나 준우승을 거두었다. 그는 이후 2009년 코파 리베르타도레스 우승을 했을 당시 주전 멤버였다.
2011년 6월 8일, 그는 €5.5M의 가격에 SL 벤피카와 5년 계약을 체결하였다.

## 국가대표 경력
엔소 페레스는 2009년 9월 30일, (디에고 마라도나에 의해 발탁) 가나를 상대로 국가대표 데뷔전을 치렀고, 아르헨티나는 2-0으로 승리하였다.

## 수상
에스투디안테스 라 플라타
- 코파 리베르타도레스: 2009
- 아르헨티나 프리메라 디비시온: 2010 아페르투라